# Максимов, Александр Павлович (архитектор)
Алекса́ндр Па́влович Макси́мов (1857 — 20 февраля [5 марта] 1917) — российский архитектор, гражданский инженер. Автор проектов зданий в Петербурге, Владимире, Новгороде, Пензе, Ташкенте и других городах. Преподаватель петербургской школы десятников по строительному делу (1881—1884), института гражданских инженеров (с 1884) и Технологического института (с 1900).

## Биография
Первоначальное образование получил в частной гимназии Келлера, во второй петербургской прогимназии и в 6-й классической гимназии. В 1873 году поступил в Петербургское строительное училище, которое окончил в 1879 году с правом на чин X класса. В том же году был определён на службу в министерство внутренних дел. С 1881 по 1884 года работал помощником В. А. Шрётера.
Городской участковый архитектор (с 1888), старший архитектор городской управы. Преподаватель петербургской школы десятников по строительному делу (1881—1884), института гражданских инженеров (с 1884) и Технологического института (с 1900). Действительный член (с 1882) и секретарь Петербургского общества архитекторов (1884—1890-е). Архитектор департамента народного просвещения (1903—1909), Ведомства учреждений императрицы Марии (с 1898). Автор проектов зданий во Владимире, Новгороде, Пензе, Ташкенте и других городах. С 1892 года участвовал в реконструкции ряда зданий в Санкт-Петербурге, а в 1900-е — в строительстве больниц и жилых домов.
В 1897 году за выслугу лет произведён в статские советники.
Скончался 20 февраля (5 марта) 1917 года.

## Семья
В первом браке с Е. И. Максимовой (урожд. Сенской) имел двух сыновей — Николая, впоследствии советского ботаника и Александра — архитектора. Один из сыновей во втором браке с А. П. Духаниной — Владимир (1892—1942?) — также был архитектором.

## Проекты и постройки

### Пенза
- Пензенская рисовальная школа (1892—1897, при участии К. А. Савицкого)  памятник архитектуры (местного значения) Объект культурного наследия России[10];
- Пензенское реальное училище (1900—1904). Памятник истории местного значения — Объект культурного наследия России[11].

### Санкт-Петербург
- Особняк Н. К. Вадбольской (расширение). 9-я линия, 10 (1888);
- Здание типографии Эфрона (перестройка). Прачечный переулок, 6 (1890);
- Здание Полицейского архива (перестройка). Набережная канала Грибоедова, 103 (1890);
- Особняк Е. И. Брусовой (перестройка). 5-я линия, 32 (1894; перестроен и расширен);
- постаменты бюстов М. Ю. Лермонтова и Н. В. Гоголя (1896, скульптор В. П. Крейтан) в Александровском саду[12][13];
- Городской дом трудолюбия и ночлежный дом (Совместно с П. Ю. Сюзором). Никольская площадь, 1, корп. 2; 1б (1896—1900);
- Конкурсный проект дома для рабочих при фабрике Товарищества российско-американской резиновой мануфактуры (1-я премия, 1897)[14];
- Здания Технологического института (перестройка и расширение главного здания, постройка химической лаборатории; совместно с Л. П. Шишко). Московский проспект, 26 — Загородный проспект, 49 (1897—1899)  памятник архитектуры (федеральный) Объект культурного наследия России[15];
- Реконструкция здания Дворянского собрания (первоначальный проект В. А. Шрётера). Итальянская улица, 9 — Михайловская улица, 2 (1899—1900; тамбур не сохранился);
- Здание Института гражданских инженеров (расширение). 2-я Красноармейская ул., 4 (1899—1900; надстроено) памятник архитектуры (вновь выявленный объект)[16]
- Здание 2-й Рождественской женской гимназии и Мариинского училища. Смольный проспект, 2 / Улица Пролетарской Диктатуры, 1 (1899—1901) памятник архитектуры (вновь выявленный объект)[16]
- Доходный дом. Улица Пестеля, 11, двор (1901—1902);
- Здание Тенишевского училища (частичная внутренняя реконструкция). Моховая улица, 35 (1903; частично реконструировано);
- Особняк Н. Н. Шебеко (вестибюль и парадная лестница). Галерная улица, 33 (1909);
- Здание Института инженеров путей сообщения (надстройка). Московский проспект, 9 (1914—1915).

### Другие места
- Земское ремесленное училище им. И. С. Мальцова (совместно с архитектором М. Н. Чичаговым и инженером Д. К. Советкиным). Владимир, Дворянская улица, 27 (1885);
- Конкурсный проект здания Английского клуба в Екатеринославле (2-я премия, 1890)[17][18];
- Конкурсный проект здания банка в Екатеринославле (2-я премия, 1891)[19];
- Конкурсный проект каменного театра в Иркутске (3-я премия, 1893)[20];
- Здание Полтавской губернской земской управы (1895)[21];
- Конкурсный проект Полтавского ремесленного училища (3-я премия, 1895)[22];
- Ташкентское реальное училище (совместно с В. С. Гейнцельманом, 1896)[23];
- Здание дворянского пансиона в Новгороде (1902)[24];
- Новгородское реальное училище (1902)[25];
- Тульское реальное училище (1908)[26];
- Выборгское реальное училище (надстройка 3-го этажа) в Выборге (1910).

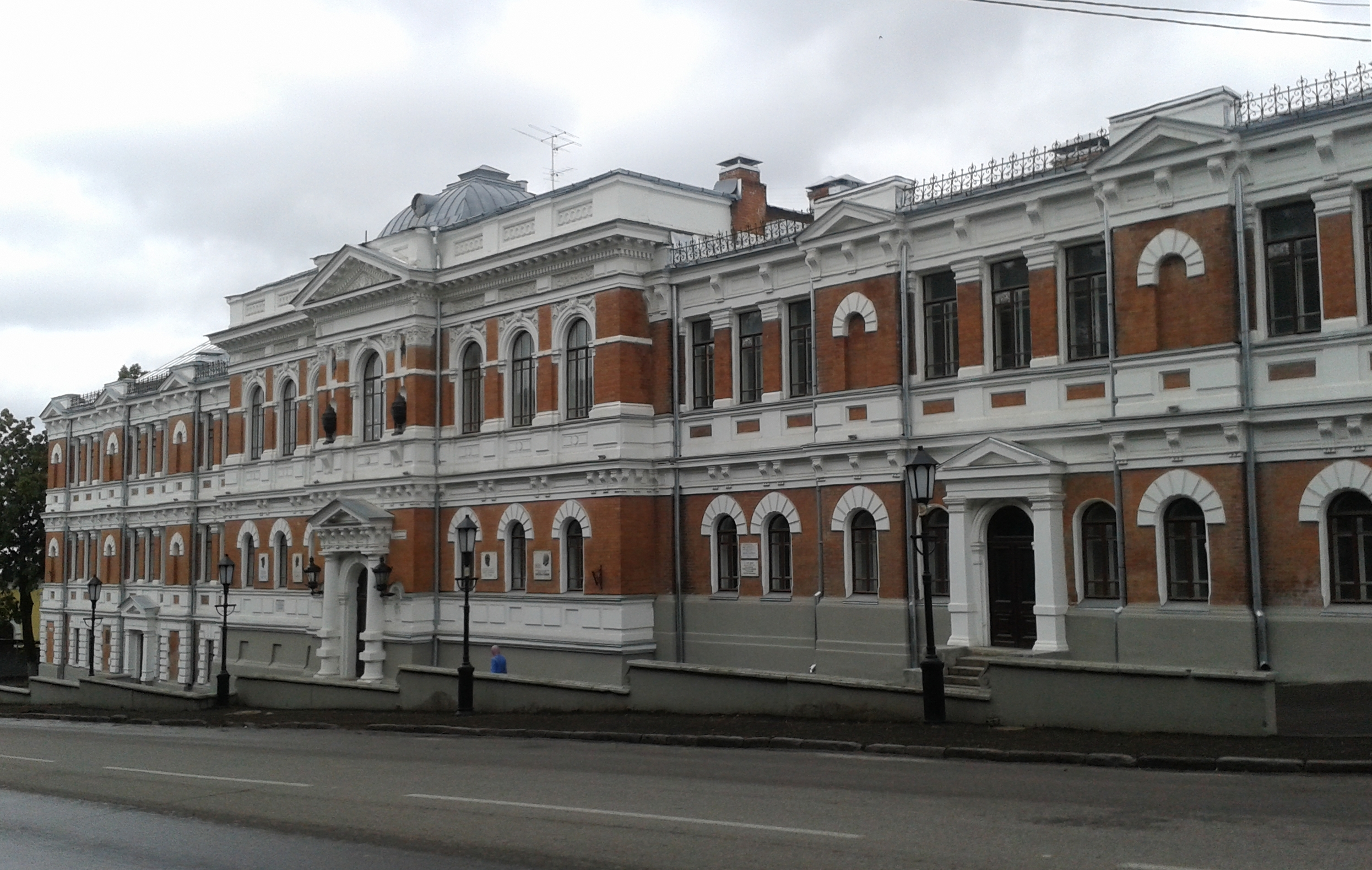
Здание Пензенского художественного училища.
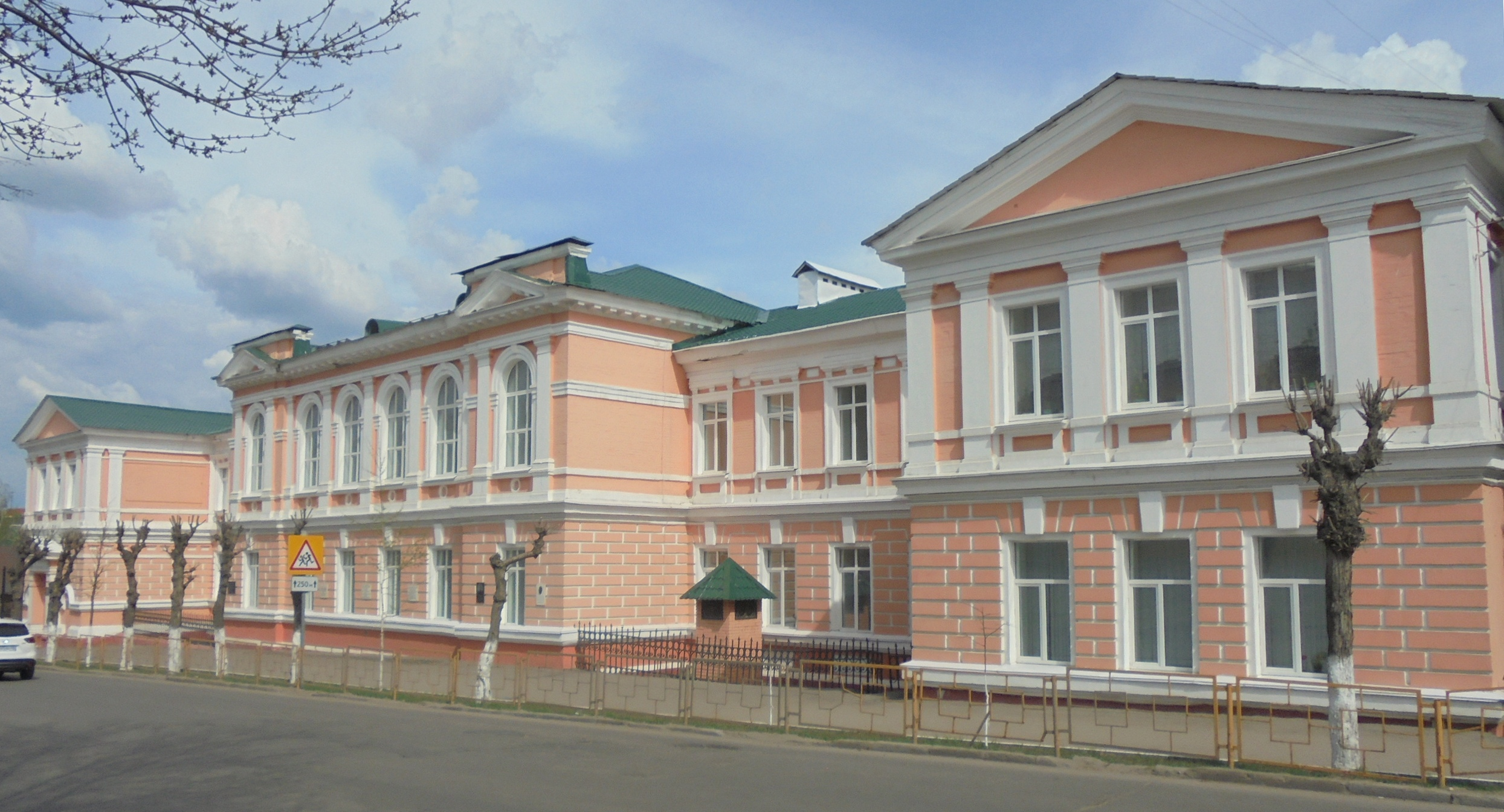
Здание бывшего Пензенского реального училища.
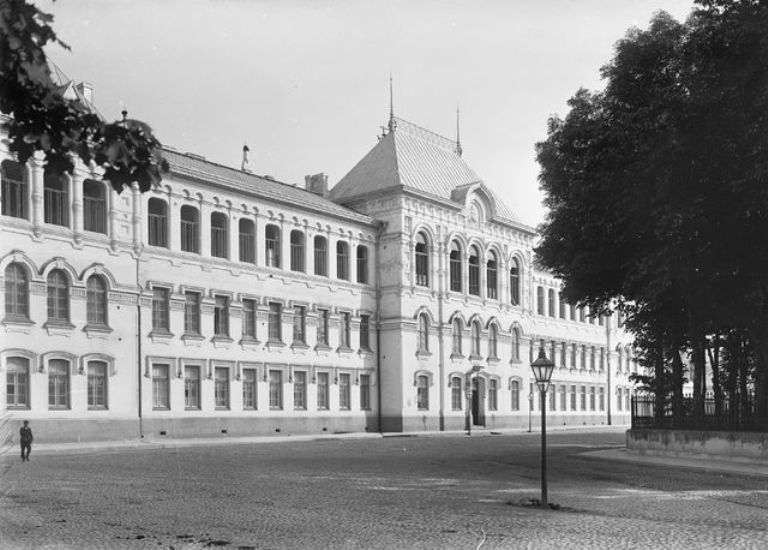
Здание бывшего Выборгского реального училища.
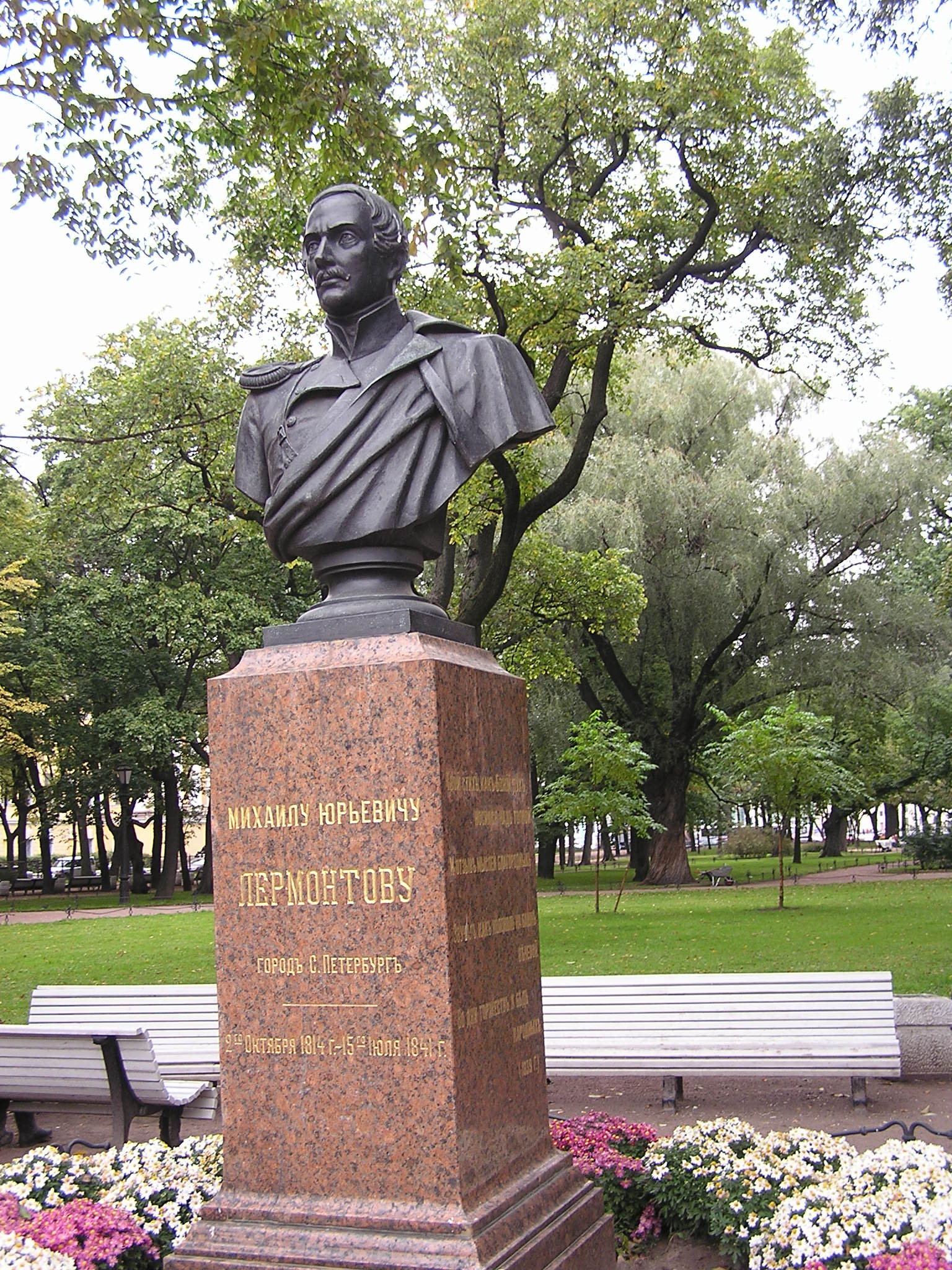
Памятник М. Ю. Лермонтову в Александровском саду.